# 이총 (왕족)
이총(李摠, ? ~ 1504년 6월 5일)은 조선 중기의 왕족이자 성리학자, 문인으로, 조선 태종의 서자 근녕군 농의 손자이며, 온녕군 치의 양손자이다. 점필재 김종직(金宗直)의 문인이다. 자는 백원(百源), 호는 서호주인(西湖主人)·서호(西湖)·구로(鷗鷺)·구로주인(鷗鷺主人)·월창(月牕), 시호는 소민(昭愍), 충민이다. 다른 이름은 이홀(李㧾)이다.
작위는 무풍부정(茂豐副正) 또는 무풍부정(茂豊副正)이었고, 무풍정으로 승작됐다. 무오사화에 연루되어 함경도로 유배됐다가, 단천역 벽서 사건에 연루되어 소환, 거제도로 이배되었고, 1504년 갑자사화에 연루되어 사형되었다. 중종 때 도정으로 추증됐다가 영조 때 군으로 추증되었다.

## 생애
한훤당 김굉필, 추강 남효온 등과 교류하였다. 처음 무풍부정에 제수되었다가 무풍정으로 승작되었다. 1498년(연산군 4) 무오사화 때 사초 사건에 연루되어 함경도 온성으로 유배되었다. 이후 조자지(趙自知), 남효온(南孝溫), 수천정(秀泉正) 정은(貞恩), 한경기(韓景琦), 우선언(禹善言) 등과의 술좌석 발언이 문제시되어 여러번 공격을 받고 소환되었다. 1499년 2월 이종준(李宗準)의 단천역(端泉驛) 벽서 필화 사건에 연루되어 한성으로 소환당하고 고문당했다. 이때 단천역에서 시를 지은 이종준의 진술에 그의 이름이 언급되어, 그는 곤장 100대를 맞고 왕실 종적에서 삭제되고 거제도로 유배되었다. 1504년 갑자사화 때 효수형을 받고 그해 6월 5일 효수됐다가 능지처사되었다. 그의 아버지 우산군 이종과 6명의 형제 역시 연좌되어 유배되었다가 사형당했다.
경기도 고양군 벽제면 대자리(현, 경기도 고양시 덕양구 대자동) 선영 좌측 언덕 간좌(艮坐)에 매장되었다. 묘비문은 홍유손(洪裕孫)이 지었고, 행장은 경력 이만운(李萬運)이 지었으며, 눌은 이광정은 7공자전을 지어 그의 7부자의 행적을 기록하였다.
1506년 중종 반정 후 그해 9월 2일 신원, 복관되고 곧 증 무풍도정으로 추증되었다. 숙종 때 정려가 내려졌고, 영조 때 무풍군으로 추증되었다. 정조 때 판서 이민보(李敏輔)가 시장을 올려 소민의 시호가 내려졌다가, 고종 때 완순군 재완과 종정경의 상소로 충민으로 개정되었다. 

## 가족 관계
- 부인 : 평양조씨(平壤趙氏, ?년 12월 25일 사망), 조견지(趙見知)의 딸. 자녀 없음
- 계비 : 의령남씨(冝寧南氏), 문정 남효온(文貞 南孝温)의 딸
- 첩 : 양담(楊澹)의 서녀